# Буда (Ракитоаса)
Буда (рум. Buda) насеље је у Румунији у округу Бакау у општини Ракитоаса. Oпштина се налази на надморској висини од 204 m.

## Становништво
Према подацима из 2011. године у насељу је живело 312 становника.